# Glébovskoye (Krasnodar)
Glébovskoye (del ruso: Глебовское) es un seló del ókrug urbano Ciudad de Novorosíisk, en el krai de Krasnodar de Rusia. Está situado al este del nacimiento del río Tsemés, en la península de Abráu, 10.5 km al oeste del centro de Novorosíisk y 111 km al suroeste de Krasnodar, la capital del krai. Tenía 1 027 habitantes en 2010
Pertenece al distrito Primorski del ókrug urbano de Novorosíisk.